# ديفيد بيري (مخرج)
ديفيد بيري (بالإنجليزية: David Perry)‏ هو رسام ومصور ومخرج أسترالي، ولد في 1933 في سيدني في أستراليا، وتوفي بنفس المكان في 2015.